# Kleiner Wukensee
Der Kleine Wukensee ist ein natürliches Gewässer im Stadtgebiet von Biesenthal im Brandenburger Landkreis Barnim. Er liegt etwa drei Kilometer vom Stadtzentrum entfernt am Nordwestrand des Siedlungsgebietes der Stadt, nahe der Westgrenze von Biesenthal zum Ortsteil Prenden der Gemeinde Wandlitz.
Der Kleine Wukensee hat eine Fläche von 6,4 Hektar. Die Wasseroberfläche des Sees liegt etwa 40,4 Meter über dem Meeresspiegel. Die Wassertiefe beträgt an seiner tiefsten Stelle 5,5 Meter, die Sichttiefe liegt bei etwa 4,5 Metern. Der See ist fast vollständig von Wald umgeben. Im Südosten führt die Uhlandstraße bzw. Akazienallee am Kleinen Wukensee vorbei, sie führt über die Landenge zum Großen Wukensee. Am Südostufer des Kleinen Wukensees befindet sich eine Badestelle, an der sich ab 1983 ein Strandbad mit Steganlagen, Badehaus, Toiletten und Rettungsschwimmerstation befand. Von den Baulichkeiten des Strandbades sind nur noch Reste des Steges erhalten.
Nordöstlich des Kleinen Wukensees befindet sich das 8,6 Hektar große NSG Rabenluch.
Der See wurde im Jahr 1595 („Der Lütke Wukenn“) erstmals schriftlich erwähnt. Der Name leitet sich vom slawischen Wort *vokun’ für „Barsch“ ab.